# Дакс (округ)
Дакс (фр. Dax) — округ (фр. Arrondissement) во Франции, один из округов в регионе Аквитания (историческая область Франции). Департамент округа — Ланды. Супрефектура — Дакс.
Население округа на 2006 год составляло 196 899 человек. Плотность населения составляет 62 чел./км². Площадь округа составляет всего 3194 км².